# Julius Frack

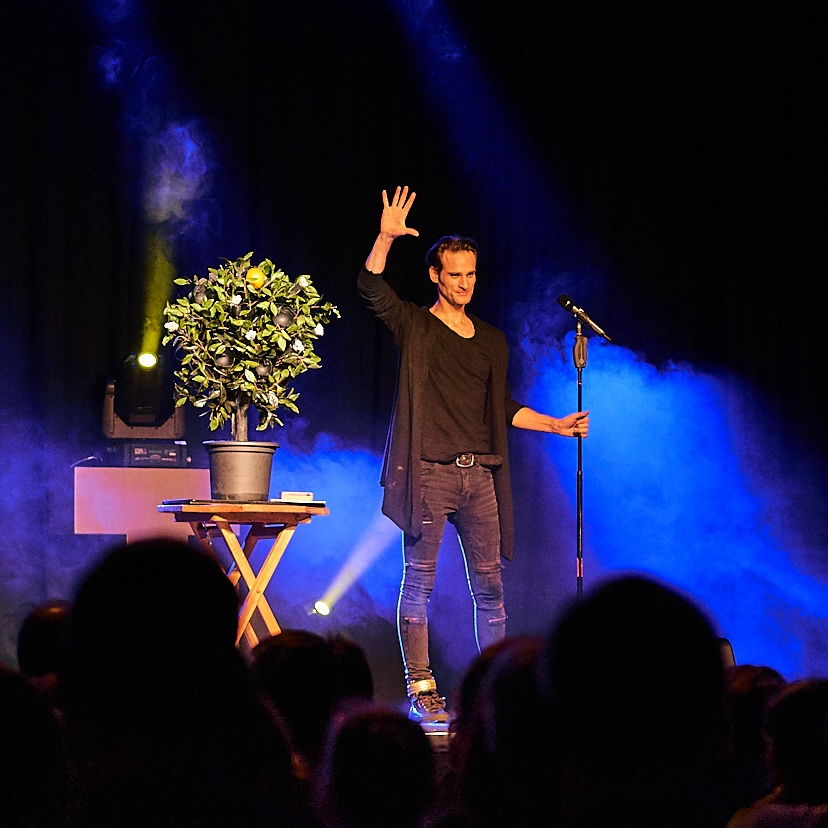
Julius Frack mit magischem Orangenbaum (2019)

Julius Frack (* 11. März 1975 in Sindelfingen als Stefan Zucht) ist ein deutscher Illusionist,  Zauberkünstler, Illusionsberater und Sachbuch-Autor eines Zauberlehrbuchs für Kinder und Jugendliche.

## Leben

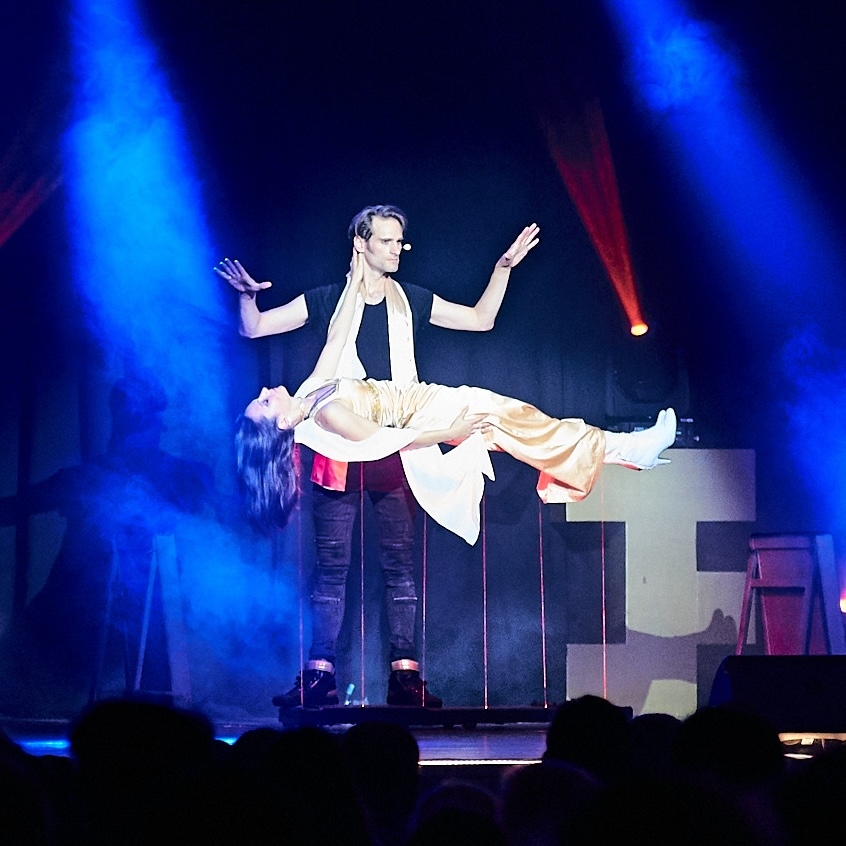
Julius Frack lässt seine Partnerin auf Laserstrahlen schweben

Frack wuchs in Stuttgart-Möhringen und Las Palmas de Gran Canaria auf. Im Alter von 15 Jahren kam er erstmals mit der Zauberkunst in Berührung. In der Folgezeit trat er bei kleineren Veranstaltungen und Festen auf. 1995 nahm er in Bruchsal erstmals an einem Zauberwettbewerb teil.
Seit 1996 ist er Mitglied im Magischen Zirkel von Deutschland. International hat er einen Namen als Vertreter der „Stuttgarter Schule“ von Eberhard Riese. Seit 2001 leitet er Brainstorminggruppen, Workshops und Kreativ-Tage. Im Rahmen des Seminars Vom Trick zum Kunststück gibt er sein Wissen und seine Erfahrung über die Arbeit an Zauberdarbietungen weiter.
Am 4. März 2012 fand unter Fracks Leitung die Zaubershow mit den meisten je gezählten Teilnehmern im Landestheater Tübingen statt. Frack und seinen 105 Kollegen wurde der Guinness World Record für Most magicians in a magic show (die meisten Zauberer in einer Zaubershow) zuerkannt.
Zu den spektakulärsten Effekten seiner Karriere gehört das Erscheinenlassen des neuen Mannschaftsbusses von FC Bayern München am 19. August 2014 auf der Esplanade vor der Allianz Arena, ein MAN Lion’s Coach Supreme L. Mit 24 Tonnen Gewicht ist der Bus das schwerste Objekt, das ein Illusionist in Deutschland je auf einer Bühne hat erscheinen lassen.
Frack engagiert sich ehrenamtlich als Botschafter für ARCHE IntensivKinder und beim Förderverein für krebskranke Kinder in Tübingen e.V.
Im Jahr 2017 kam sein Zauberlehrbuch für Kinder und Jugendliche ICH KANN ZAUBERN! heraus. 2023 erschien im Sophie Verlag das Buch einer Zaubergeschichte "Verborgene Welt der Zauberei", das Frack zusammen mit Christine Schreier verfasst hat.
Frack lebt mit seiner Frau und seinen fünf Kindern in Tübingen.

## Wettbewerbe

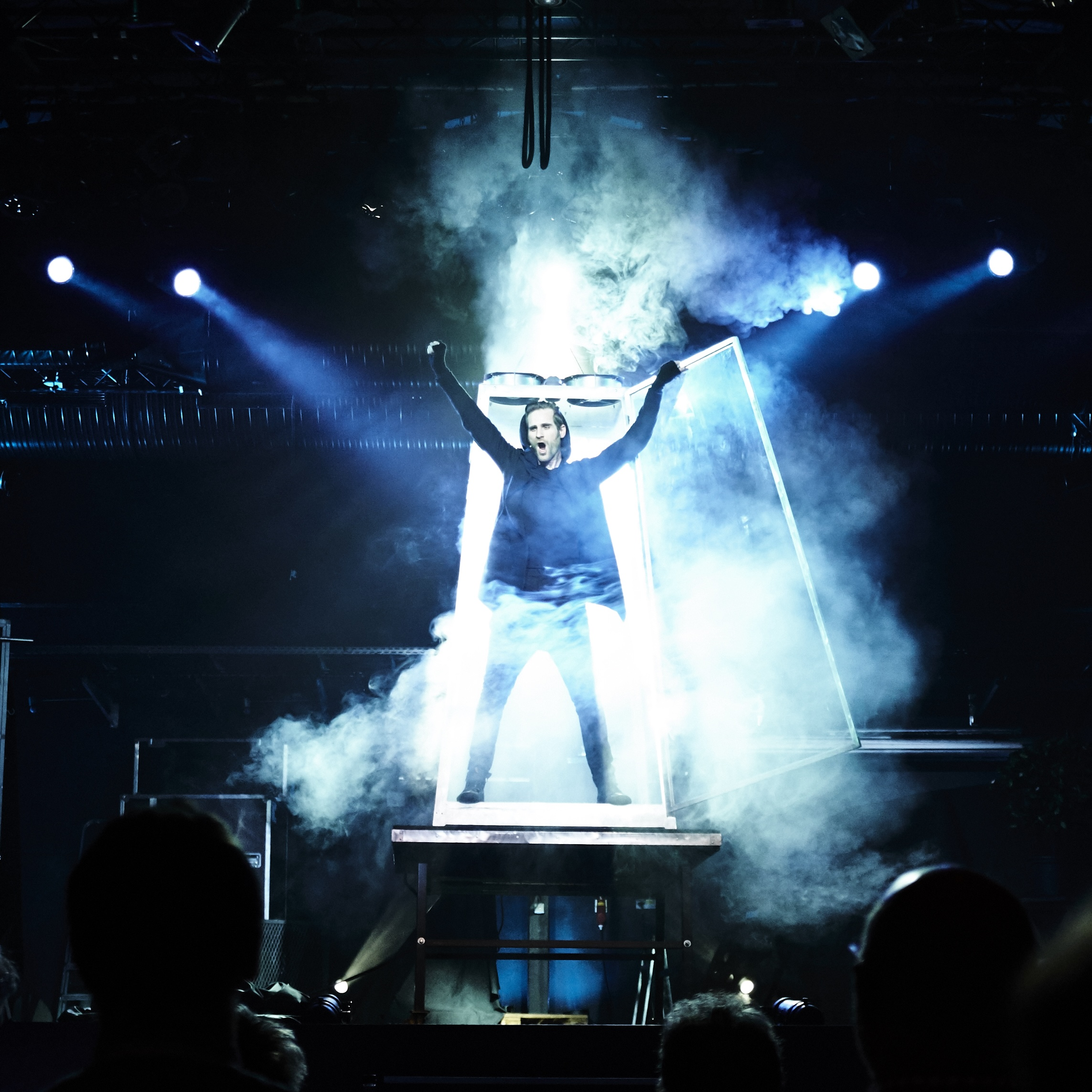
Julius Frack eröffnet seine Show in einer Erscheinungsillusion

Mit 21 Jahren war Frack einer der jüngsten Deutschen Meister der Zauberkunst in der Geschichte des Magischen Zirkels von Deutschland. Seine Wettbewerbsdarbietung, in der er in die Figur eines skurrilen Schneiders schlüpft, fiel durch Originalität und Neuartigkeit auf. 2009 wurde Frack Weltmeister in der Kategorie „Stage Illusions“ bei den 24. Weltmeisterschaften der Zauberkunst der Fédération Internationale des Sociétés Magiques in Peking. Besonders hervorgehoben wurde dabei seine innovative Version der Schwebenden Jungfrau, bei der er durch seine Partnerin Cindy Keller hindurchschreitet.

## Auszeichnungen
- Deutscher Meister der Zauberkunst und Deutscher Meister Allgemeine Magie 1996-1999, Dresden
- Bill Baird – Neil Foster Award for Excellence in Manipulation 2002, Michigan
- Deutscher Vize-Meister der Großillusion 2008, Neuss
- Weltmeister Großillusion 2009, Peking
- Magier des Jahres 2009[12]
- Best of 25 Jahre Monte Carlo Magic Stars, Monaco
- Mandrakes d’Or 2011, Paris
- Mitglied in der Academy of Magical Arts Hollywood 2011[13]
- Guinness-Weltrekord 2012, Tübingen
- Golden Dragon Award for Best Performance 2018, Puyang China International Acrobatic Festival
- Golden Dragon Award for Most Popular Act 2018, Puyang China International Acrobatic Festival
- Hong Kong Magic Festival Appreciation Award 2019, Hong Kong
- Künstler des Jahres 2023, Künstlermagazin

## Schriften
- Julius Frack: ICH KANN ZAUBERN! Magische Illusionen zum Basteln und Staunen. frechverlag, Stuttgart 2017, ISBN 978-3-7724-7729-4.
- Julius Frack, Christine Schreier: Verborgene Welt der Zauberei. Sophie Verlag, München 2023, ISBN 978-3-96808-020-8.